# Prințesa Antonietta a celor Două Sicilii
Prințesa Maria Antonietta de Bourbon-Două Sicilii (Maria Antonietta Giuseppina Leopoldina; 16 martie 1851 – 12 septembrie 1938) a fost prin naștere prințesă de Bourbon-Două Sicilii. S-a căsătorit cu Prințul Alfonso, Conte de Caserta pretendent la tronul celor Două Sicilii.

## Căsătorie și copii
Maria Antonietta s-a căsătorit cu vărul ei, Prințul Alfonso, Conte de Caserta (1841-1934), la 8 iunie 1868. El era fiul fostului rege Ferdinand al II-lea al Celor Două Sicilii și fratele vitreg al ultimului monarhului al regatului celor Două Sicilii, Francisc al II-lea.
Maria Antonietta și Alfonso au avut 12 copii:
- Prințul Ferdinand Pius de Bourbon-Două Sicilii, Duce de Calabria (25 iulie 1869 – 17 ianuarie 1960); s-a căsătorit cu Prințesa Maria Ludwiga Theresia de Bavaria, fiica regelui Ludwig al III-lea al Bavariei. Cuplul a avut șase copii.
- Prințul Carlos de Bourbon-Două Sicilii (10 noiembrie 1870 – 11 noiembrie 1949); s-a căsătorit prima dată cu Mercedes, Prințesă de Asturia, fiica regelui Alfonso al XII-lea al Spaniei. Cuplul a avut trei copii. S-a recăsătorit cu Prințesa Louise de Orléans, fiica Prințului Philippe de Orléans, Conte de Paris, cu care a avut patru copii.
- Prințul Francesco di Paola de Bourbon-Două Sicilii (14 iulie 1873 – 26 iunie 1876)
- Prințesa Maria Immacolata de Bourbon-Două Sicilii (30 octombrie 1874 – 28 noiembrie 1947); s-a căsătorit cu Prințul Johann Georg de Saxonia, fiu al regelui George al Saxoniei; nu au avut copii.
- Prințesa Maria Cristina de Bourbon-Două Sicilii (10 aprilie 1877 – 4 octombrie 1947); s-a căsătorit cu Arhiducele Peter Ferdinand de Austria, Prinț de Toscana, fiu al lui Ferdinand al IV-lea, Mare Duce de Toscana. Cuplul a avut patru copii.
- Prințesa Maria di Grazia de Bourbon-Două Sicilii (12 august 1878 – 20 iunie 1973); s-a căsătorit cu Prințul Luís de Orléans-Braganza, fiu al Prințului Gaston de Orléans, Conte de Eu. Cuplul a avut trei copii.
- Prințesa Maria Giuseppina de Bourbon-Două Sicilii (25 februarie 1880 – 22 iulie 1971)
- Prințul Gennaro de Bourbon-Două Sicilii (24 ianuarie 1882 – 11 aprilie 1944); s-a căsătorit cu Beatrice Bordessa, contesă de Villa Colli; nu au avut copii.
- Prințul Ranieri, Duce de Castro (1883–1973); s-a căsătorit cu contesa Maria Carolina Zamoyska, fiica lui Andrzej Przemysław Zamoyski, conte Zamoyski. Cuplul a avut doi copii.
- Prințul Filippo de Bourbon-Două Sicilii (10 decembrie 1885 – 9 martie 1949); s-a căsătorit cu Prințesa Marie Louise de Orléans, fiica Prințului Emmanuel de Orléans, Duce de Vendôme. Cuplul a avut un copil. S-a recăsătorit cu Odette Labori cu care nu a avut copii.
- Prințul Francesco d'Assisi de Bourbon-Două Sicilii (13 ianuarie 1888 – 26 martie 1914)
- Prințul Gabriel de Bourbon-Două Sicilii (1 ianuarie 1897 – 22 octombrie 1975); s-a căsătorit cu prințesa Malgorzata Izabella Czartoryska, fiica prințului Adam Ludwik Czartoryski; cuplul a avut un copil. S-a recăsătorit cu prințesa Cecylia Lubomirska, fiica prințului Kasimierz Lubomirski.[3] Cuplul a avut patru copii.